# Буриме
Буриме (фр. bouts-rimés — рифмованные концы) — литературная игра, заключающаяся в сочинении стихов, чаще шуточных, на заданные рифмы, иногда ещё и на заданную тему. Иногда к буриме относят и другую игру, называемую также «игрой в чепуху»: записывают несколько строк или даже строф и передают листок партнёру для продолжения, оставив видимыми только последние из них. Можно также начать рисунок какого-либо существа, например, с головы, подвернув листок бумаги так, чтобы партнёр видел только шею и дорисовал туловище и так далее.

## История
Появились в XVII веке (изобретатель — малоизвестный французский поэт Дюло), но особое распространение приобрела в XIX—XX веках — сначала только в салонах, а затем и в самых широких кругах (студенты, пенсионеры и другие категории). Наряду с флиртом, пасьянсом, лото и домино является излюбленным занятием масс, конкурируя даже с занятиями активными видами спорта.
Примеры буриме можно найти в книге Н. Ф. Остолопова «Словарь древней и новой поэзии» (1821).
Александр Дюма в 1864 году объявил конкурс на буриме и издал сочинённые 350 авторами буриме („Bouts-rimes publies par A. Dumas“, 1865).
Умением писать буриме в России славились В. Л. Пушкин, Д. Д. Минаев, А. А. Голенищев-Кутузов.
В 1914 году петербургский журнал «Весна» провёл массовый конкурс буриме.

## Новое время
Буриме пользовалось популярностью у сюрреалистов (Бретон, Элюар, Арагон), которые разработали собственную литературную игру — «изысканный труп».
Буриме входило в качестве одного из традиционных заданий в конкурсы КВН.
Сегодня буриме существует и как сетевая интерактивная игра на нескольких сайтах с различными правилами, оформлением и атмосферой. На одних сайтах ведутся рейтинги и проводятся соревнования, на других механизм голосования позволяет участникам давать оценки различным буриме и рифмам: неудачные стихотворения исключаются из основного списка, а плохие рифмы (любовь/кровь, бить/любить) выбрасываются из словаря. «Хорошими» считаются неожиданные (Айболит / «Общепит») и составные рифмы: «у Манина / ума нема», «или Жаннет / или же нет» (эти и нижеследующие примеры взяты с первого в русской сети сайта буриме, существующего с 1995 года).
В беде месье Хамелеон —
Как звать забыл с похмелья он
Жену — Аннет или Жаннет?
Или Же есть, или Же нет?
 — Не Пушкин.
или
Памяти Продовольственной Программы
Там, где воды текут Амура,
Там, где высятся синие горы,
Там, где тучи проходят хмуро —
Не хотят расти помидоры.
(не подписано)
В сетевых версиях игры в рамках строго проверяемых программой правил возможны творческие вариации. Например, там, где предусмотрена строка для заглавия, её можно использовать как дополнительную строку текста. Таким образом можно сочинять пятистишия, организованные по схеме лимериков:
Старый бомж из далёкого края
Плакал, мёд из дупла вынимая:
«Не кусайтесь, шмели,
Я опять на мели…»
И шмели не кусались, внимая.
 — Quebec

## Прозаическая разновидность
Термин "буриме" расширительно применяется к такой деятельности, как написание "коллективного романа" или "коллективной повести", когда группа писателей пишет книгу, каждый по одной главе, согласуя их только с предыдущими. Известные примеры:
- «Большие пожары (роман)» (1927)
- «Смеётся тот, кто смеётся» (1964)
- «Летящие сквозь мгновенье» (1967)
- «Летающие кочевники» (1968)